# Benjamin Canham
Benjamin Canham (28 de junio de 1997) es un deportista australiano que compite en remo. Ganó dos medallas de bronce en el Campeonato Mundial de Remo, en los años 2022 y 2023, ambas en la prueba de ocho con timonel.

## Palmarés internacional
| Campeonato Mundial | Campeonato Mundial       | Campeonato Mundial | Campeonato Mundial |
| Año                | Lugar                    | Medalla            | Prueba             |
| ------------------ | ------------------------ | ------------------ | ------------------ |
| 2022               | Račice (República Checa) | Medalla de bronce  | Ocho con timonel   |
| 2023               | Belgrado (Serbia)        | Medalla de bronce  | Ocho con timonel   |